# Сэвидж, Пол (кёрлингист)
Пол Сэ́видж (англ. Paul Savage; род. 25 июня 1947, Торонто) — канадский кёрлингист, спортивный журналист.
Играл на позиции четвёртого. Был скипом своей команды.
Как запасной входил в состав сборной Канады, выигравшей серебряные медали на зимних Олимпийских играх 1998 в Нагано (Япония).
Работал спортивным телекомментатором турниров по кёрлингу.
В художественном фильме о кёрлинге «Парни с метлами» снялся в роли самого себя как телекомментатора (камео).
Написал одну из лучших книг по истории кёрлинга в Канаде Canadian Curling: Hack to House (1974; расширенное переиздание в 1983).
В 1988 году введён в Зал славы канадского кёрлинга вместе со своими товарищами по команде 1983 года, чемпионами мира.

## Достижения
- Зимние Олимпийские игры: серебро (1998).
- Чемпионат мира по кёрлингу среди мужчин: золото (1983).
- Чемпионат Канады по кёрлингу среди мужчин: золото (1983), серебро (1973, 1977, 1984), бронза (1974, 1988).
- Канадский олимпийский отбор по кёрлингу: золото (1997), бронза (1987).

## Команды
| Сезон   | Четвёртый   | Третий               | Второй           | Первый              | Запасной    | Турниры              |
| ------- | ----------- | -------------------- | ---------------- | ------------------- | ----------- | -------------------- |
| 1964—65 | Пол Сэвидж  | Jim Hollingshead     | Marcel Smolinski | Bruce Morrison      |             |                      |
| 1969—70 | Пол Сэвидж  | Tom Cushing          | Jerry Downer     | Dave Phillips       |             | ЧК 1970 (6 место)    |
| 1972—73 | Пол Сэвидж  | Bob Thomson          | Эд Вереник       | Ron Green           |             | ЧК 1973              |
| 1973—74 | Пол Сэвидж  | Bob Thomson          | Эд Вереник       | Ron Green           |             | ЧК 1974              |
| 1976—77 | Пол Сэвидж  | Эд Вереник           | Ron Green        | Reid Ferguson       |             | ЧК 1977              |
| 1982—83 | Эд Вереник  | Пол Сэвидж           | Джон Кавайя      | Нил Харрисон        |             | ЧК 1983 · ЧМ 1983    |
| 1983—84 | Эд Вереник  | Пол Сэвидж           | Джон Кавайя      | Нил Харрисон        |             | ЧК 1984              |
| 1987—88 | Эд Вереник  | Пол Сэвидж           | Джон Кавайя      | Нил Харрисон        |             | КООК 1987            |
| 1987—88 | Пол Сэвидж  | Эд Вереник           | Грэм Маккарел    | Нил Харрисон        | Джон Кавайя | ЧК 1988              |
| 1989—90 | Пол Сэвидж  | Грэм Маккарел        | Нил Харрисон     | Todd Tsukomoto      |             |                      |
| 1994—95 | Пол Сэвидж  | Peter Steski         | Noel Herron      | Brad Savage         |             |                      |
| 1997—98 | Майк Харрис | Ричард Харт          | Коллин Митчелл   | Джордж Кэррис       | Пол Сэвидж  | КООК 1997 · ЗОИ 1998 |
| 2006—07 | Пол Сэвидж  | Kathy Chittley-Young | Dean Vincent     | Rick Chittley-Young |             |                      |

(скипы выделены полужирным шрифтом)

## Частная жизнь
Его дочь — Лиза Сэвидж, чемпионка мира среди женщин 1996.